# Fofó Iosefa Fiti Sunia
Fofó Iosefa Fiti Sunia (Pago Pago, 13 marzo 1937) è un politico e traduttore statunitense, delegato delle Samoa alla Camera dei Rappresentanti dal 1981 al 1988.